# Arrondissement Soissons
Soissons is een arrondissement van het Franse departement Aisne in de regio Hauts-de-France. De onderprefectuur is Soissons.

## Kantons
Het arrondissement was tot 2014 samengesteld uit de volgende kantons:
- Kanton Braine
- Kanton Oulchy-le-Château
- Kanton Soissons-Nord
- Kanton Soissons-Sud
- Kanton Vailly-sur-Aisne
- Kanton Vic-sur-Aisne
- Kanton Villers-Cotterêts

Na de herindeling van de kantons in 2014, met uitwerking in 2015, zijn dat :
- Kanton Fère-en-Tardenois  (deel 58/78)
- Kanton Soissons-1
- Kanton Soissons-2
- Kanton Vic-sur-Aisne (deel 24/50)
- Kanton Villers-Cotterêts  (deel 56/76)

## Demografie
In 1814 telde het arrondissement 61.460 inwoners. In 2018 waren dit 110.214 inwoners.